# Arisa
Arisa, właśc. Rosalba Pippa (ur. 20 sierpnia 1982 w Genui) – włoska piosenkarka, 
kompozytorka, autorka tekstów i aktorka. Pseudonim sceniczny stworzyła z pierwszych liter imion członków rodziny (Antonio, Rosalba, Isabella, Sabrina, Assunta).

## Życiorys
Tydzień po narodzinach jej rodzice wrócili do Pignoli, w której mieszkali.
W 1999 zdobyła nagrodę podczas konkursu muzycznego Cantacavallo organizowanego w Teggiano. 
W 2009 z utworem „Sentimento” uczestniczyła na Festiwalu Piosenki Włoskiej w San Remo. Zajęła pierwsze miejsce w kategorii debiutantów, zdobywając nagrodę im. Mii Martini. Również w 2009 wydała pierwszy album studyjny pt. Sincerità. W 2011 zasiadała w jury piątej i szóstej edycji włoskiej wersji programu X Factor.
W 2012 zajęła drugie miejsce z utworem „La notte” w finale 62. Festiwalu Piosenki Włoskiej w San Remo, a także wydała trzeci album studyjny pt. Amami. W 2014 zwyciężyła w finale 64. edycji festiwalu, na którym wystąpiła z utworem „Controvento”. Również w 2014 wydała czwarty album studyjny pt. Se vedo te.

## Dyskografia
Opracowano na podstawie materiału źródłowego.

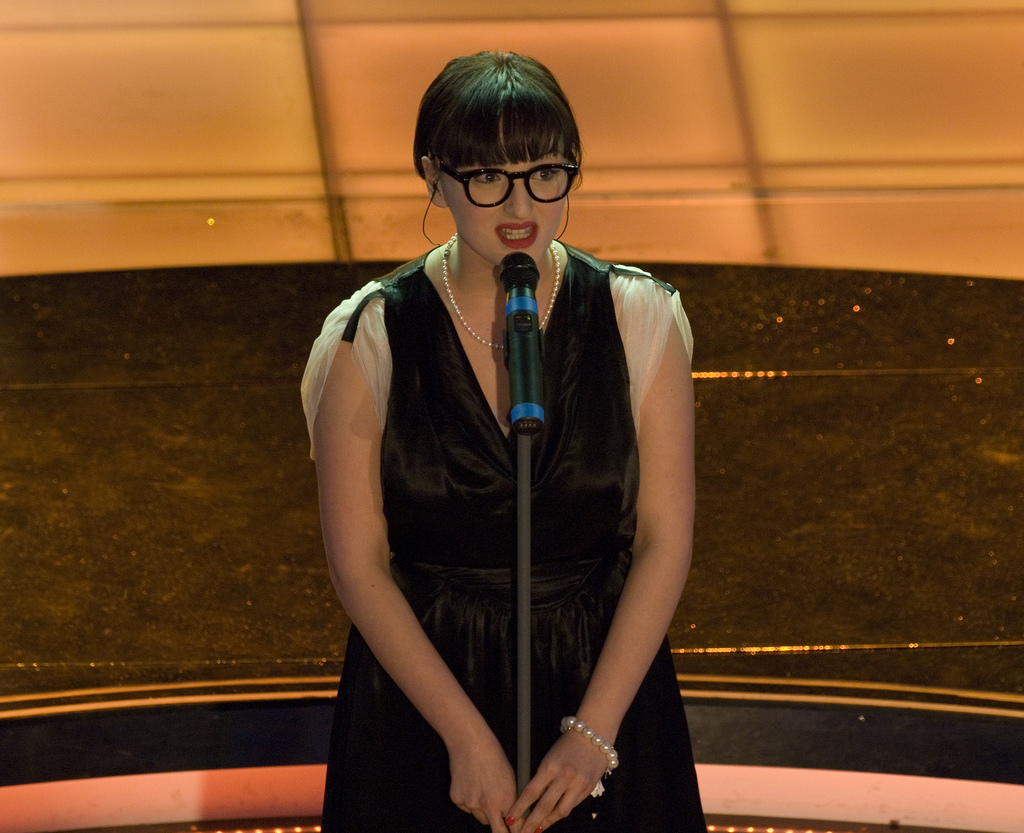
Arisa na Festiwalu Piosenki Włoskiej w San Remo 2009

Albumy studyjne
- Sincerità (2009)
- Malamorenò (2010)

- Amami (2012)
- Se vedo te (2014)
- Guardando il cielo (2016)
- Una nuova rosalba in città (2019)

Albumy koncertowe
- Amami Tour (2012)

Albumy kompilacyjne
- Voce: The Best Of (2016)
- Controvento The Best Of (2019)

## Filmografia
Opracowano na podstawie materiału źródłowego.
- 2011: Tutta colpa della musica, jako Chiara
- 2011: La peggior settimana della mia vita, jako Martina
- 2012: Colpi di fulmine, jako Tina
- 2017: La verità, vi spiego, sull'amore, jako Paola
- 2017: Nove lune e mezza, jako samotna kobieta w pracy